# Criorhina berberina
Criorhina berberina је врста инсекта из реда двокрилаца и породице осоликих мува.

## Распрострањење
Ова врста осолике муве насељава Европу (без Исланда), Турску и Кавказ. У Србији је присутна, чешће на планинама. Преферира шумска станишта са старим стаблима.

## Опис
Criorhina berberina је 8 - 13 мм дуга, веома густо длакава осолика мува која изгледом имитира бумбара. Ова врста се јавља у две различите форме. Код чешћег облика bebrberina грудни кош је жуто длакав, а стомак је у основи црн и на крају беличасто жуто длакав. Ређи облик боје oxyacanthae има уједначену жуту длакавост. Има црвенкасто-жуте антене. Ларве се развијају у влажном распадајућем корењу дрвећа и старим трулим пањевима.

## Синоними
- Criorhina berberina f. oxycanthae (Meigen, 1822)
- Criorhina bombiformis Perris, 1839
- Criorhina brebissonii Macquart, 1829
- Criorhina graeca Schirmer, 1913
- Criorhina oxyacanthae (Meigen, 1822)
- Eristalis berberinus Fabricius, 1805
- Matsumyia berberina
- Milesia oxyacanthae Meigen, 1822